# Paróquia de Acádia
A Paróquia de Acádia é uma dos 64 paróquias do estado americano da Luisiana. A sede da paróquia é Crowley, e sua maior cidade é Crowley. A paróquia possui uma área de 1 703 km² (dos quais 6 km² estão cobertos por água) uma população de 58 861 habitantes, e uma densidade populacional de 35 hab/km² (segundo o censo nacional de 2000). 